# Double Danger

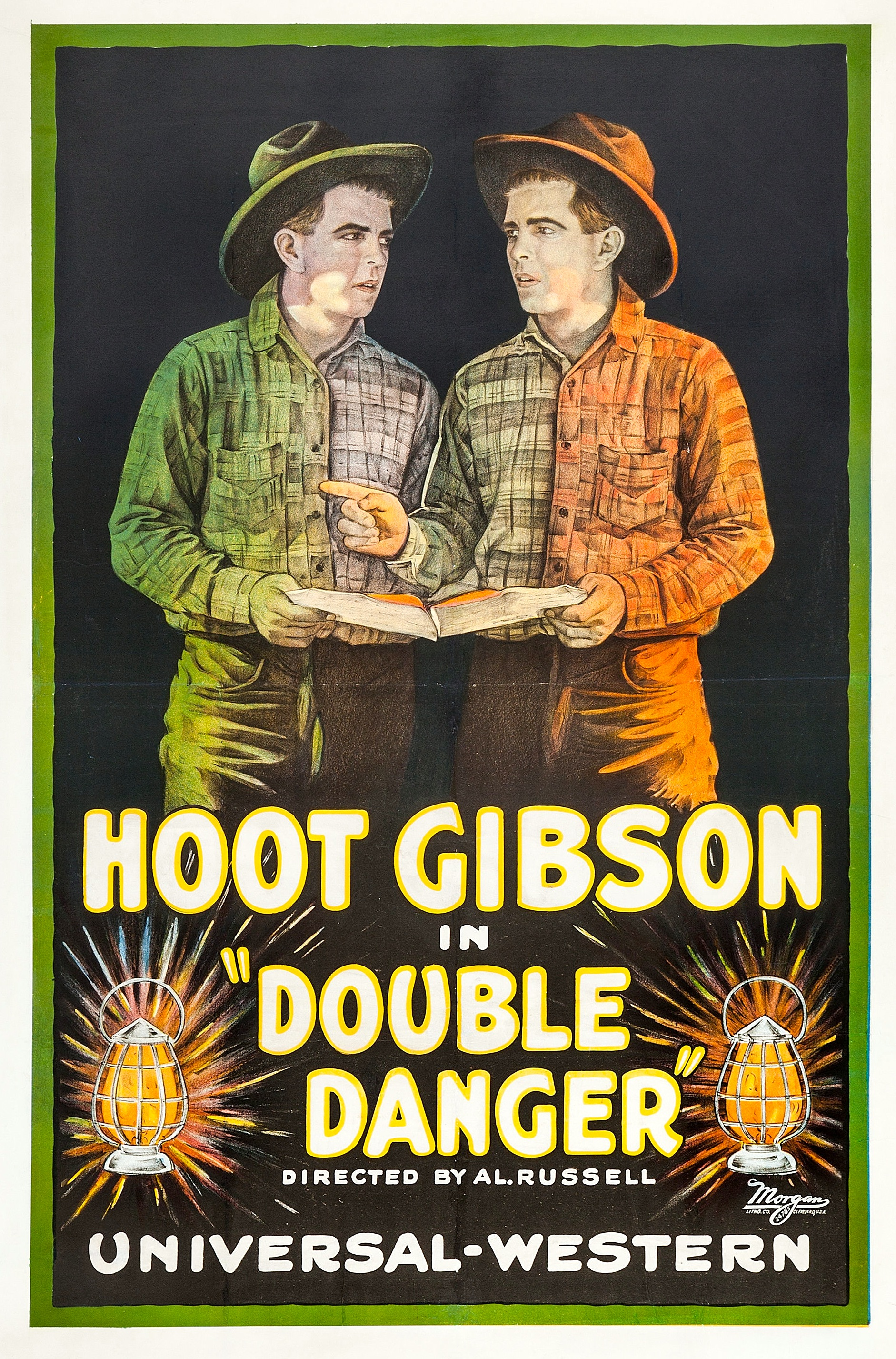
Affiche du film.

Double Danger est un film américain réalisé par Albert Russell et sorti en 1920.

## Fiche technique
- Réalisation : Albert Russell
- Scénario : Ford Beebe[1].
- durée : 20 minutes
- Date de sortie : 13 novembre 1920

## Distribution
- Hoot Gibson
- Dorothy Wood
- Georgia Davey
- Charles Newton
- Jim Corey